# Völkermarkt
Völkermarkt (in sloveno Velikovec) è un comune austriaco di 10 949 abitanti nel distretto di Völkermarkt, in Carinzia, del quale è capoluogo e centro maggiore; ha lo status di città capoluogo di distretto (Bezirkshauptstadt).

## Geografia fisica
La città si trova nel tratto della valle della Drava chiamato Jauntal. Völkermarkt si trova a 461 m s.l.m. su una terrazza pietrosa, ripida su tre lati. A sud si trova il letto della Drava.

## Storia
Il nome (letteralmente "mercato dei popoli") deriva dalla posizione vicina a alcuni ponti e quindi favorevole ai commerci; il primo mercato fu istituito nel 1309. Nel 1973 Völkermarkt ha inglobato i comuni soppressi di Haimburg, Sankt Peter am Wallersberg, Tainach e Waisenberg; la popolazione del comune, comprendendo 79 villaggi, è così quasi raddoppiata.

## Monumenti e luoghi d'interesse
- Centro della città con spaziose vie e vicoli barocchi.
- Nuova piazza principale
- Museo cittadino con informazioni riguardanti il plebiscito carinziano del 1918-1920.
- Castello di Neudenstein
- Castello di Mittertrixen

## Società
Come l'intero distretto, la città presenta una minoranza slovena. Ciò nonostante, questa regione, nel plebiscito del 1920, votò con successo per rimanere in Austria.

## Cultura
Due gallerie, il teatro Heunburg e regolari eventi culturali caratterizzano il centro della città, oltre al parco Bürgerlustpark e ai concerti.

## Infrastrutture e trasporti
La città è vicina ad un incrocio di vie di trasporto, presenti dal Medioevo: il fiume Drava, che presso Völkermarkt è oggi riunita nel Völkermarkter Stausee ("lago artificiale di Völkermarkt"), e la via di trasporto che da sud (dal passo di Seeberg a 1 220 m sulle Caravanche) si dirige verso nord.
Oggi Völkermarkt si trova nei pressi dell'autostrada Süd Autobahn A2, con cui è collegata tramite le uscite Völkermarkt West (ovest) e Völkermarkt Ost (est). Altre strade di rilievo che servono il centro urbano sono la Seeberg Straße (B82) e la Packer Straße (B70).
La ferrovia San Candido-Maribor si trova a 5 km più a sud rispetto alla città. L'importanza di questa ferrovia è calata molto con le cessioni di territori alla Jugoslavia. Nel 1964 è stata inaugurata la Jauntalbahn (ferrovia della valle di Jaun). Il comune dovrebbe essere collegato alla ferrovia ad alta velocità "Koralmbahn".

## Economia
Nell'odierno distretto di Völkermarkt, fin dal tempo dei Romani esistono miniere, la cui importanza è calata all'incirca dal 1960. Il commercio è, come da tradizione, la parte più importante dell'economia. A Völkermarkt si tiene un grande mercato settimanale (Wochenmarkt), che ha luogo ogni mercoledì. I piani di sviluppo per la città e la Camera di Commercio, oltre al mercato del mercoledì, hanno aggiunto altri mercatini: il mercatino di San Nicolò (Nikolomarkt) ha luogo l'ultimo lunedì prima del giorno di San Nicolò (6 dicembre), il mercatino dei rigattieri (Trödler Markt) dal 30 aprile 2005 ha luogo ogni ultimo sabato del mese, il mercatino di Gesù bambino (Christkindlmarkt) ha luogo in dicembre nella piazza principale, il mercato di prodotti freschi (Völker Markt) è stato presentato la prima volta il 30 settembre 2005; si tiene anche un "mercatino delle nazioni europee". Sono in programma anche speciali mercatini per Pasqua e sul tema Alpe-Adria.
Le vie di trasporto ogni anno portano nella regione di Völkermarkt circa 20 000 turisti, diretti soprattutto ai laghi a sud della città: la vicinanza dei monti (le Caravanche a sud e le Saualpe a nordovest) rende collinare il territorio della città e questo crea un forte contrasto con i laghi, come il lago artificiale di Völkermarkt. Vi si praticano varie attività sportive; la città è attrezzata per la pesca e tutti i tipi di sport acquatici (piscine), per i ciclisti (con la ciclabile della Drava R1), per camminate e scalate. Il vicino monte Petzen (2 130 m) ha una piccola stazione sciistica. Il circondario offre chiese, castelli ed altri monumenti.

## Amministrazione

### Gemellaggi
- San Giorgio di Nogaro, dal 2008[1]